# Edukacja globalna
Edukacja globalna – część kształcenia obywatelskiego i wychowania poświęcona budowaniu świadomości istnienia zjawisk i współzależności o charakterze globalnym. 

## Opis
Edukacja globalna szczególny nacisk kładzie m.in. na tłumaczenie przyczyn i skutków opisywanych zjawisk, przedstawianie perspektywy Globalnego Południa, kształtowanie krytycznego myślenia oraz ukazywanie relacji między jednostką i procesami globalnymi. Edukacja globalna sprzyjać ma kształtowaniu postaw odpowiedzialnych, opartych na szacunku, uczciwości, empatii, zakładających osobiste zaangażowanie i gotowość do ustawicznego uczenia się. Zbliżonymi do edukacji globalnej terminami są – często stosowanymi zamiennie – edukacja rozwojowa i edukacja na rzecz zrównoważonego rozwoju. W zakres tematyczny edukacji globalnej – poza sprawami dotyczącymi rozwoju – wchodzą także prawa człowieka oraz tematy związane ze światowym pokojem (edukacja dla pokoju) i bezpieczeństwem.
W Polsce inicjatywy z zakresu edukacji globalnej wspierane są m.in. przez Ministerstwo Spraw Zagranicznych, które od 2005 roku organizuje coroczny konkurs regrantingowy dla organizacji pozarządowych. Zgodnie z art. 2. 2. ustawy z dnia 16 września 2011 r. o współpracy rozwojowej (Dz.U.2020.0.1648) edukacja globalna jest częścią współpracy rozwojowej. Edukację globalną cechuje horyzontalny i przekrojowy charakter, nie jest ona przypisana do konkretnego typu szkoły, przedmiotu lub grupy przedmiotów – jej elementy pojawiają się w podstawach programowych wielu przedmiotów. 

## Definicje edukacji globalnej
Polska definicja wypracowana i przyjęta w latach 2010–2011 w ramach międzysektorowego procesu, w którym wzięli udział przedstawiciele organizacji pozarządowych, ministerstw, uczelni, instytucji edukacyjnych oraz samorządów:

Edukacja globalna to część kształcenia obywatelskiego i wychowania, która rozszerza ich zakres przez uświadamianie istnienia zjawisk i współzależności globalnych. Jej głównym celem jest przygotowanie odbiorców do stawiania czoła wyzwaniom dotyczącym całej ludzkości. Przez współzależności rozumiemy wzajemne powiązania i przenikanie systemów kulturowych, środowiskowych, ekonomicznych, społecznych, politycznych i technologicznych.

Definicja przyjęta w Deklaracji Dublińskiej z roku 2022:

Edukacja globalna to edukacja, która umożliwia ludziom krytyczną refleksję nad światem i miejscem, które w nim zajmują; otwiera ich oczy, serca i umysły na rzeczywistość świata na poziomie lokalnym i globalnym. Pomaga ludziom zrozumieć, wyobrażać sobie, żywić nadzieję oraz działać na rzecz stworzenia świata, w którym panują sprawiedliwość społeczna i klimatyczna, pokój, solidarność, sprawiedliwość i równość, zrównoważony rozwój planety i międzynarodowe zrozumienie. Wiąże się z poszanowaniem praw człowieka i różnorodności, włączeniem i godnym życiem dla wszystkich, obecnie i w przyszłości.
Edukacja globalna obejmuje różnego rodzaju formy edukacji: formalną, pozaformalną i nieformalną, uczenie się przez całe życie i w każdym jego wymiarze. Uważamy, że jest niezbędna dla transformacyjnej mocy edukacji oraz transformacji procesów edukacyjnych.

Definicja z Deklaracji Edukacji Globalnej z Maastricht z roku 2002:

Edukacja globalna jest edukacją, która otwiera ludziom oczy i umysły na świat oraz uświadamia o konieczności podejmowania działań na rzecz dążenia do większej sprawiedliwości, równości i zagwarantowania respektowania praw
człowieka dla wszystkich. Edukacja globalna obejmuje edukację rozwojową, edukację w zakresie praw człowieka, edukację dla zrównoważonego rozwoju, edukację na rzecz pokoju i zapobiegania konfliktom, edukację międzykulturową, stanowiąc globalny wymiar edukacji obywatelskiej

## Cele i zakres edukacji globalnej

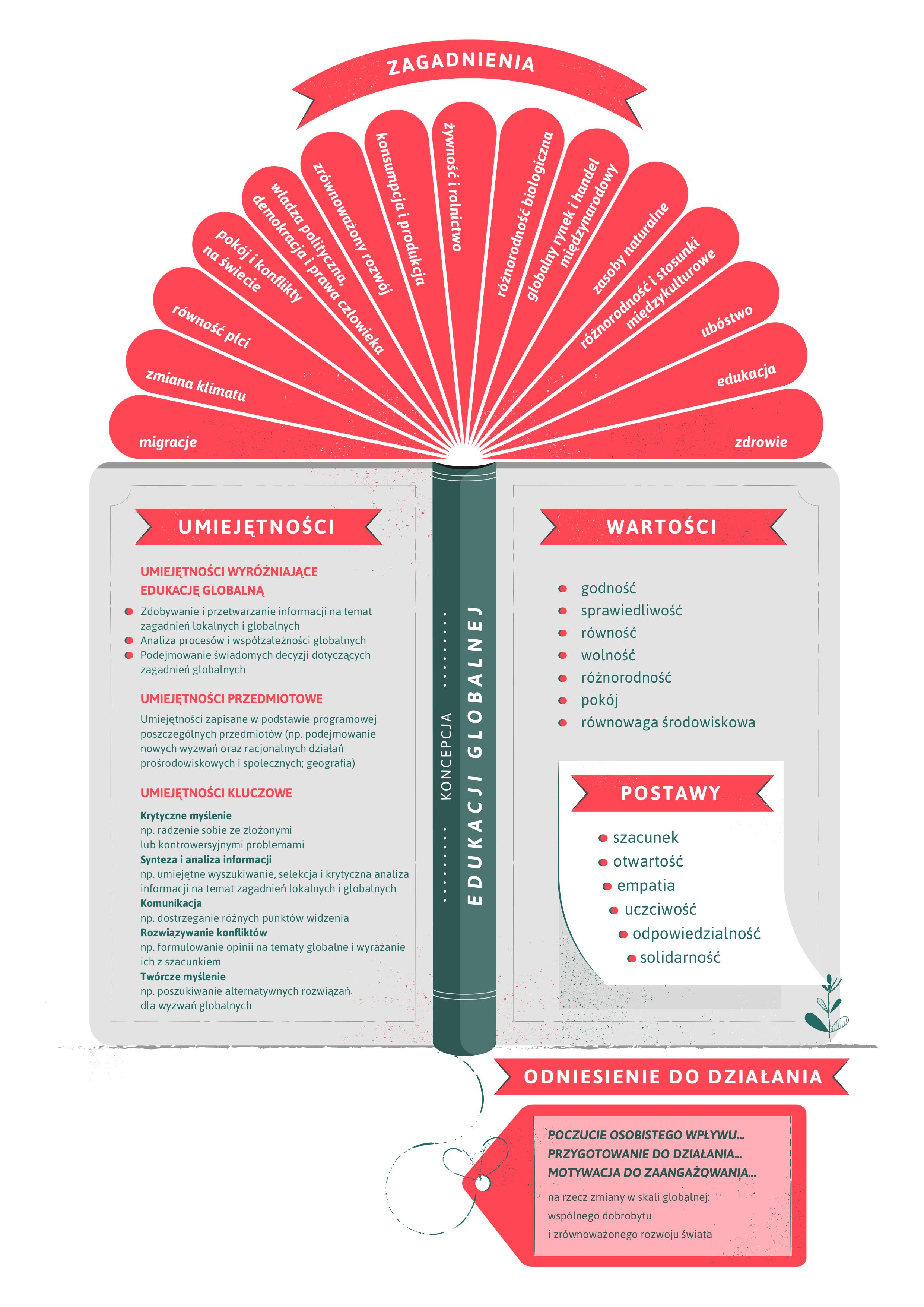
Edukacja globalna – podstawy

Według niektórych za główne cele edukacji globalnej uważa się zapewnienie: 
- pokoju i bezpieczeństwa w skali globalnej
- wzrostu jakości życia w krajach globalnego Południa
- przestrzegania praw człowieka (ochrony godności człowieka)
- warunków do zrównoważonego rozwoju
- warunków rozwoju partnerskich relacji gospodarczych i społecznych pomiędzy krajami globalnej Północy i globalnego Południa

Według Global Education Week Network, w porozumieniu z Centrum Północ-Południe Rady Europy za główne cele edukacji globalnej uważa się: 
- edukowanie obywateli i obywatelek w tematyce sprawiedliwości społecznej i zrównoważonego rozwoju
- otwieranie wymiaru globalnego i perspektywy holistycznej w edukacji, aby pomóc ludziom zrozumieć skomplikowaną rzeczywistość i procesy dzisiejszego świata oraz rozwinąć wartości, postawy, wiedzę i umiejętności, które pozwolą im stawić czoła wyzwaniom pełnego współzależności świata
- pomoc uczącym się zrozumieć niektóre z zawiłych procesów prowadzących do przemocy na poziomie indywidualnym, wspólnotowym, narodowym i światowym oraz stać się świadomym sposobów, w jakie możemy niektóre z tych konfliktów rozwiązać lub ich uniknąć
- rozwój wspólnot edukacyjnych, gdzie uczący się i edukatorzy i edukatorki są zachęcane do wspólnej pracy nad zagadnieniami globalnymi
- stymulowanie i motywowanie uczących się i edukatorów i edukatorek do przyglądania się zagadnieniom globalnym przy użyciu innowacyjnych metod pedagogicznych
- stawianie wyzwań programom i praktykom edukacji formalnej i nieformalnej poprzez wprowadzanie własnych treści i metodologii
- akceptację inności i współzależności oraz tworzenie warunków, w których wszyscy mogą się wyrazić i budować postawy solidarnościowe
- pomoc uczącym się wypracowywać rozwiązania alternatywne w trakcie podejmowania decyzji o życiu osobistym lub publicznym oraz dokonywać refleksji na temat tych wyborów, kultywując ducha „globalnej odpowiedzialności obywateli świata”
- promocje uczestnictwa w działaniu, czyli zachęca edukatorów, edukatorki i uczących się do dynamicznych działań na rzecz bardziej sprawiedliwego i równego świata dla wszystkich. Osiągnięcie tych celów wymaga m.in. kształcenia postaw obywatelskich[a] z równoczesnym uświadamianiem globalnych współzależności zdarzeń.

Osiągnięcie tych celów wymaga m.in. kształcenia postaw obywatelskich z równoczesnym uświadamianiem globalnych współzależności zdarzeń.
Konieczne jest wychowywanie ludzi kreatywnych i odważnych, świadomych swoich powinności, które nie ograniczają się do skali rodziny i społeczności lokalnych lub do skali narodu i państwa w określonej sytuacji historycznej (np. powinność żołnierza broniącego zagrożonej Ojczyzny). Człowiek „wychowany dla pokoju” powinien szanować godność wszystkich ludzi i podejmować – w miarę własnych możliwości, na poziomie lokalnym i globalnym – starania o takie zmiany społeczne, które zmniejszą prawdopodobieństwo wystąpienia różnego rodzaju konfliktów (np. politycznych, kulturowych, etnicznych). 

## Edukacja globalna w Polsce
Kształcenie w zakresie edukacji globalnej zajmuje niewiele miejsca w polskich programach nauczania poszczególnych przedmiotów. W 2009 roku te treści zostały częściowo uwzględnione w wytycznych dla przedmiotów: geografia, wiedza o społeczeństwie, historia i społeczeństwo i historia, co nie jest jednak wystarczające, zwłaszcza że nauczyciele poszczególnych przedmiotów nie są przygotowani do takich działań (są kształceni kierunkowo). Skuteczna edukacja globalna musi łączyć elementy klasycznego nauczania przedmiotów z innymi elementami, np. z edukacją etyczną i filozofią dialogu, przygotowywaniem do rozmów z ludźmi o innych poglądach w duchu otwartości i wzajemnego szacunku (zgodnie postawą Józefa Tischnera wobec pojęć dobra i zła). W czasie zajęć muszą być stosowane partycypacyjne metody nauczania.